# GayVN Awards 2004
I premi della 6ª edizione dei GayVN Awards, premi dedicati alla pornografia gay, sono stati consegnati l'11 marzo 2004.

## Vincitori e candidati
I vincitori sono indicati in grassetto

### Best Actor
- Michael Soldier - A Porn Star Is Born (Raging Stallion Studios)
- Tag Eriksson - The Hole (Jet Set Productions)
- Joe Foster - A Man's Tail (Rascal Video/Channel 1 Releasing)
- Paul Johnson - There Goes the Neighborhood (All Worlds Video)
- Lance Landers - Dear Dick (All Worlds Video)
- Jason McCain - Sex Psycho (Arena Entertainment/Thor Productions)
- Jason Ridge - Nasty Nasty (Red Devil Entertainment)
- Rob Romoni - Canvas (Red Devil Entertainment)
- Carlo Cox - 8 Inches (Marcostudio)
- Josh Weston - Big Timber (Falcon Studios)

### Best All-Sex Video (Tie)
- Gorge: Director's Expanded Edit (Titan Media)
- Bone Island (Kristen Bjorn Video)
- Aftershock: Parts 1 and 2 (Mustang Studios)
- Downright Dangerous (Raging Stallion Studios)
- Fire Island Cruising 5 (Lucas Entertainment)
- Reload (Colt Studio)
- Sex Pigs (MSR Videos)
- Skuff 2 (Hot House Entertainment)
- Temptation on the Force 2 (Diamond Pictures)
- What Men Do (Rascal Video/Channel 1 Releasing)

### Best Alternative Video
- The Agony of Ecstasy (Sarava Productions)
- Beyond Vanilla (Hanky Code/Strand Releasing)
- Vintage 8MM – Volume 2 (L.A. Heat Video)
- Totally Billy (Billy Brandt Entertainment)
- Where Are They Now? (All Worlds Video)

### Best Amateur Video
- Mykonos: LKP Casting 3 (Lucas Kazan Productions)
- Cornfed Boyz No. 2 (Sports & Recreation Video)
- Fantasy Cum True: Aaron's 19th Birthday (CruisingForSex.com)
- Flight Deck Dick (Miami Studios)
- Porn Star Training (Dragon Media Corporation)

### Best Art Direction
- Carny (Titan Media)
- The Haunted House on Sex Hill (Arena Entertainment/Thor Productions)
- Marc Anthony (Mansize by Private)
- R.E.M. (Titan Media)
- Taggers (Pacific Sun Entertainment)
- There Goes the Neighborhood (All Worlds Video)
- Under the Big Top (Sarava Productions)

### Best Bisexual Video
- Bisexual Houseguest (Over There Productions)
- Be Bi Me (Blue Pictures/Caballero)
- Bi Group Sex Club (Macho Man/Legend)
- Bi Uprising (Macho Man/Legend)
- Dirk Yates Private Collection 208 (All Worlds Video)

### Best Classic DVD
- The Other Side of Aspen II (Falcon Studios)
- The Best of Colt Films - Parts 7 & 8 (Colt Studio)
- Cousins (Laguna Pacific/Catalina Video)
- Northern Exposures (Vision A Productions)
- Sailor in the Wild (Laguna Pacific/Catalina Video)

### Best Director
- Wash West - The Hole (Jet Set Team Productions)
- Blue Blake - Lords of the Ring (Big Blue Productions)
- Jett Blakk - Canvas (Red Devil Entertainment)
- Bruce Cam - Gorge (Titan Media)
- Chip Daniels - Man Hunter (Centaur Films)
- Chi Chi LaRue - Detention (Rascal Video/Channel 1 Releasing)
- Michael Lucas - Vengeance 2 (Lucas Entertainment)
- Brian Mills e Harold Creg - Carny (Titan Media)
- Jean-Marc Prouveur - Legionnaires (Oh Man! International)
- John Rutherford - Reload (Colt Studio)
- Steven Scarborough - Skuff II: Downright Filthy (Hot House Entertainment)
- Thor Stephans - Sex Psycho (Arena Entertainment/Thor Productions)
- Rick Tugger - There Goes the Neighborhood (All Worlds Video)
- Chris Ward - A Porn Star is Born (Raging Stallion Studios)

### Best Director – Bisexual Video
- Dirk Yates - Dirk Yates Private Collection 208 (All Worlds Video)
- M. Max - Be Bi Me (Blue Pictures/Caballero)
- Karen Dior - Bi Uprising (Macho Man/Legend)

### Best DVD
- Just for Fun (Bel Ami)
- Carny (Titan Media)
- Descent: Collector's Edition (Hot House Entertainment)
- Detention: Director's Cut (Rascal Video/Channel 1/Mercury Releasing)
- Gorge (Titan Media)
- Nexus: Raw & Hardcore (Raging Stallion Studios/Mercury Releasing)
- Skuff II: Downright Filthy - Director's Cut (Hot House Entertainment)

### Best DVD Extras
- Carny: Director's Expanded Edit (Titan Media)
- Fire Island Cruising 5: Director's Cut (Lucas Entertainment)
- Gorge: Director's Expanded Edit (Titan Media)
- Nasty Nasty (Red Devil Productions)
- Skuff II: Downright Filthy - Directors Cut (Hot House Entertainment)

### Best Editing
- Andrew Rosen - The Hole (Jet Set Team Productions)
- Kevin Dupe e Max Phillips - Aftershock: Parts 1 and 2 (Mustang Studios)
- Ann Igma - The Bombardier (Red Devil Entertainment)
- Thor Stephans - Sex Psycho (Arena Entertainment/Thor Productions)
- Chris Ward - Gay Dreams (Raging Stallion Studios)
- Jim Wigler - Skuff II: Downright Filthy (Hot House Entertainment)
- Chris X Biff e Phil St. John - Taggers (Pacific Sun Entertainment)

### Best Ethnic-Themed Video
- Sins of the Father (All Worlds Video)
- Black White & Hot (Grey Rose Productions)
- Desert Sol (Latin Pacific Entertainment)
- Fantasies of White & Black 2 (Arena Entertainment/Thor Productions)
- Freaky Thugz: The Fire Within (Liquid Dreamz Ent./Tiger Tyson Prod)

### Best Foreign Release
- Legionnaires (Oh Man! International)
- 8 Inches (Marcostudio)
- Crossroads of Desire (Kristen Bjorn Video)
- Dreamboy (Eurocreme)
- Hotel Cazzo (Cazzo Film/Sarava Productions)
- The Innkeeper: Hotel Italia 2 (Lucas Kazan Productions)
- Sex Pigs (Cazzo Film/All Worlds International)
- Temptation on the Force 2 (Diamond Pictures)

### Best Group Scene
- Detention - Johnny Hazzard, Matt Summers, Logan Reed, Chad Hunt, Matt Majors, Andy Hunter e Mike Johnson (Rascal Video)
- Aftershock: Part 2 - Matthew Rush, Colton Ford, Blake Harper, Joe Foster, Chad Hunt, Chris Steele, Bret Wolfe, Weter Raeg, Cody Wolf, Jake Marshall, Jim Slade e Antonio Majors (Mustang Studios)
- Big Timber - Clay Maverick, Leo Bramm', Justin Dragon, Jack Ryan, Joe Foster, Trey Rexx, Josh Weston, Paul Johnson e Ross Stuart (Falcon Studios)
- Nexus - Tom Vacarro Carlos Morales, Rik Jammer, Tony Serrano, Bruce Jennings, Riley Porter e Fyre Fli (Raging Stallion Studios)
- Reload - Ray Dragon, Marcus Iron, Dave Angelo, Rob Romoni e Matt Colmar (Colt Studio)

### Best Leather Video
- Skuff II: Downright Filthy (Hot House Entertainment)
- Aftershock: Parts 1 and 2 (Mustang Studios)
- Lord & Master (All Worlds Video)
- Man Hunter (Centaur Films)
- Your Masters (Raging Stallion Studios)

### Best Music
- Gian Franco - There Goes the Neighborhood (All Worlds Video)
- Rock Hard - Sex Psycho (Arena Entertainment/Thor Productions)
- E.M. Diaz - Drenched: Parts 1 and 2 (Falcon Studios)
- Matt Locke - Crossroads of Desire (Kristen Bjorn Video)
- Andrea Ruscelli - The Innkeeper: Hotel Italia 2 (Lucas Kazan Productions)
- J.D. Slater - Gorge (Titan Media)
- J.D. Slater e Michael Soldier - A Porn Star is Born (Raging Stallion Studios)

### Best Newcomer
- Jason Ridge
- Tag Adams
- Gil Cortez
- Tag Eriksson
- Joe Foster
- Tyler Gunn
- Johnny Hazzard
- Ollie Kicks
- Shane Rollins
- Filippo Romano

### Best Non-Sexual Performance
- Rowdy Carson - There Goes the Neighborhood (All Worlds Video)
- Critt Davis - Goldenrod (Studio 2000)
- Tom Flynn - Daddy Does It Best (All Worlds Video)
- Jack Hazzard - Man Hunter (Centaur Films)
- Kylie Ireland - Canvas (Red Devil Entertainment)
- Chi Chi LaRue - Homecoming (Studio 2000)

### Best Oral Scene
- Drenched: Part 1 - Brad Patton e Lane Fuller (Falcon Studios)
- Below the Rim - Filippo Romano e Danny Vox (Rascal Video/Channel 1)
- Gorge  - Dred Scott e Ray Dragon (Titan Media)
- A Man's Tail - Alex LeMonde e Matt Summers (Rascal Video/Channel 1)
- Temptation on the Force 2 - Lucio Maverick, Shane Rage e Adriano Lazzari (Diamond Pictures)

### Best Overall Marketing Campaign
- The Hole (Jet Set Team Productions)
- Drenched: Parts 1 & 2 (Falcon Studios)
- A Porn Star is Born (Raging Stallion Studios)
- Rear End Collision: Parts 1 & 2 (Raging Stallion Studios)
- The Temptation Series (Diamond Pictures)

### Best Packaging
- Carny (Titan Media)
- Desert Sol (Latin Pacific Entertainment)
- Detention (Rascal Video/Channel 1 Releasing)
- Mo' Bubble Butt (Plain Wrapped Video/Hot House Entertainment)
- Sex Pigs (MSR Videos)
- There Goes the Neighborhood (All Worlds Video)

### Performer of the Year
- Joe Foster
- Trent Atkins
- Brad Benton
- Michael Lucas
- Jason Ridge
- Victor Rios
- Filippo Romano
- Dred Scott
- Josh Weston
- Parker Williams

### Best Renting Title of the Year
- Reload (Colt Studio)

### Best Screenplay
- Rick Tugger - There Goes the Neighborhood (All Worlds Video)
- Blue Blake - The Bouncer (Big Blue Productions)
- Jett Blakk - Canvas (Red Devil Entertainment)
- Josh Eliot - His Terrible Twin (Catalina Video)
- Jim Gary e Sean Storm - Man Hunter (Centaur Films)
- Scott Masters - The Seeker (Studio 2000)
- Alex Poole - Strangers of the Night (Lucas Entertainment)
- Thor Stephans - Sex Psycho (Arena Entertainment/Thor Productions)
- Chris Ward e Michael Soldier - A Porn Star is Born (Raging Stallion Studios)
- Wash West - The Hole (Jet Set Team Productions)

### Best Sex Comedy
- There Goes the Neighborhood (All Worlds Video)
- Dear Dick (All Worlds Video)
- The Hole (Jet Set Team Productions)
- Homecoming (Studio 2000)
- Marc Anthony (Mansize by Private)

### Best Sex Scene
- Detention - Tag Adams e Chad Hunt (Rascal Video/Channel 1)
- The Bombardier - Parker Williams e Braeden Casey (Red Devil Ent.)
- Drenched: Part 1 - Chase Hunter e Lane Fuller (Falcon Studios)
- Exhibition - Dred Scott e Ray Stone (Titan Media)
- Homecoming - Ace Hanson e Joe Foster (Studio 2000)
- Sex Psycho - Jon Ashe e Paul Johnson(Arena Ent./Thor Production)
- Sex Pigs - Rod Barry e Trent Atkins (MSR Videos)
- Take One for the Team - Eddie Stone e Jason Ridge (Rascal/Channel 1)
- What Men Do - Owen Hawk e Ollie Kicks (Rascal Video/Channel 1 Releasing)
- Working Men - Ray Dragon e Aaron Parker (Dragon Media Corporation)

### Best Solo Performance
- Tag Eriksson - The Hole (Jet Set Team Productions)
- Michael Brandon - Nob Hill All Stars #1 (Raging Stallion Studios)
- David Chelsea - Working Men (Dragon Media Corporation)
- Justin Dragon - Alone With - Volume 4 (Falcon Studios)
- Jerek - Big Timber (Falcon Studios)

### Best Solo Video
- Boy Watch - Part 4 (Bel Ami)
- Dirk Yates Private Collection 214 (All Worlds Video)
- Jerkin' It (Mick Hicks XXX)
- Latin Sex Confessions (Latin Pacific Entertainment)
- Single Handed (Titan Media)

### Best Specialty Release
- Mo' Bubble Butt (Plain Wrapped Video/Hot House Entertainment)
- Bear Cage (Pacific Sun Entertainment)
- Below the Rim (Rascal Video/Channel 1 Releasing)
- Butt In (Hot Hands Productions)
- Cops Online (South Beach Video)
- Furry Fuckers (Factory Video Productions)
- Man vs. Machine (Sports & Recreation Video)

### Best Specialty Release – 18 to 23 Division
- The American Way 3: Love (RAD Video Productions)
- Pickin' Up Tricks (Yunger Studios)
- The Skater Boyz Diaries (CitiBoyz)
- Starting Young (Rascal Video/Channel 1 Releasing)
- Something About Dolphin's (Dolphin Entertainment)
- Voyeur Cam (Reality Czech Productions)

### Best Supporting Actor
- Brad Benton - There Goes the Neighborhood (All Worlds Video)
- Rafael Alencar - 8 Inches (Marcostudio)
- Josh Hammer - The Hole (Jet Set Team Productions)
- Paul Johnson - The Haunted House on Sex Hill (Thor Productions)
- Clay Maverick - Big Timber (Falcon Studios)
- Shane Rollins - A Porn Star is Born (Raging Stallion Studios)
- Jim Slade - Lords of the Ring (Big Blue Productions)
- Anthony Shaw - A Man's Tail (Rascal Video/Channel 1 Releasing)

### Best Threesome
- Gay Dreams - Michael Vincenzo, Peter Raeg e Shane Rollins
- Gorge - Dred Scott, Chad Williams e Carlos Marquez
- A Man's Tail - Matt Summers, Filippo Romano e Nick Piston
- Mo' Bubble Butt - Collin O'Neal, Paul Johnson e Alex Collack
- Trucker - Joe Foster - Filippo Romano e Rob Romoni (Massive Studio)
- Vengeance 2 - Michael Lucas, Richard Black e Andrew Addams
- What Men Do -Gus Mattox, Johnny Hazzard e Gage Matthews

### Best Videography
- Bruce Cam - Gorge (Titan Media)
- Andre Adair - Fire Island Cruising 5 (Lucas Entertainment)
- Michael Clift (Skuff II: Downright Filthy) (Hot House Entertainment)
- Faye DuBois e Andre Adair - Desert Sol (Latin Pacific Entertainment)
- Ed Maxxx - Sex Pigs (MSR Videos)
- Brian Mills - Carny (Titan Media)
- Todd Montgomery - Reload (Colt Studio)
- Max Phillips - Drenched: Parts 1 and 2 (Falcon Studios)
- Leonardo Rossi - The Innkeeper: Hotel Italia 2 (Lucas Kazan Productions)
- Thor Stephans - Sex Psycho (Arena Entertainment/Thor Productions)

### Best Gay Video ("Best Picture")
- The Hole (Jet Set Team Productions)
- Big Timber (Falcon Studios)
- Canvas (Red Devil Entertainment)
- Detention (Rascal Video/Channel 1 Releasing)
- Legionnaires (Oh Man! International)
- Lords of the Ring (Big Blue Productions)
- Man Hunter (Centaur Films)
- A Porn Star is Born (Raging Stallion Studios)
- Sex Psycho (Arena Entertainment/Thor Productions)
- There Goes the Neighborhood (All Worlds Video)

### GayVN Hall of Fame Inductees
- Tom Chase
- Barry Knight
- Todd Montgomery (Videographer)
- Russell Moore
- Kurt Young